# Michael Smith (fléchettes)
Pour les articles homonymes, voir Michael Smith (homonymie) et Smith.
Michael Smith, né le 18 septembre 1990, est un joueur de fléchettes anglais. En 2023, il devient champion du monde en dominant en finale Michael van Gerwen, sur le score de 7 à 4. Il a également remporté le Grand Slam of Darts en 2022 et 17 titres sur le circuit Pro Tour de la PDC.